# Adam Prażmowski (mikrobiolog)
Adam Prażmowski herbu Belina (ur. 25 października 1853 w Siedliska-Kasztel, zm. 20 sierpnia 1920 w Krakowie) – polski mikrobiolog, agronom, działacz społeczny. Uznawany jest za jednego z twórców polskiej mikrobiologii.

## Życiorys
Uczył się w Akademii Rolniczej w Dublanach, a następnie wyjechał do Lipska, gdzie po ukończeniu studiów na tamtejszym uniwersytecie w 1880 uzyskał stopień doktora filozofii. Podczas studiów w 1879 jako pierwszy opisał bakterie fermentacji masłowej i wyodrębnił je od laseczki siennej. Po powrocie do Dublan wykładał w Katedrze Botaniki Wyższej Szkoły Rolniczej, w latach 1882-1892 był profesorem i kierownikiem Zakładu Botaniki, Fizjologii Roślin i Uprawy Roli w Krajowej Szkole Rolniczej w Czernihowie, w szkolnej pracowni prowadził badania i dokonał wielu odkryć z zakresu mikrobiologii. W 1884 jako pierwszy w Polsce opisał budowę i rozwój laseczki wąglika. Niezależnie od Martinusa Beijerincka podczas badania narośli brodawkowych na korzeniach grochu odkrył bakterie brodawkowe, wiążące azot z powietrza. W 1892 założył Związek Handlowy Kółek Rolniczych w Krakowie i był jego prezesem do 1910 roku, w 1893 roku został członkiem Akademii Umiejętności. Od 1911 był profesorem Wydziału Rolnego Uniwersytetu Jagiellońskiego, w latach 1918-1919 kierował Katedrą Mikrobiologii i Uprawy Roślin.
Pochowany został na cmentarzu Rakowickim w Krakowie, w grobowcu rodzinnym, w kwaterze Fd.